# Tapoly
A Tapoly (szlovákul Topľa, németül Töpl) az Ondava jobb oldali mellékfolyója Északkelet-Szlovákiában. 

## Futása
A folyó a Csergő–Mincsol-hegységben, Livóhuta fölött ered, kb. 10 kilométerre a lengyel határtól. Eleinte kelet felé, majd Kavicsostól kezdve északra folyik, Gerlánál ismét keletre fordul, s ezt az irányt Bártfáig megtartja. Innen kezdve dél-délkeleti irányt vesz, Margonyánál völgye kitágul, de Girálton alul ismét szűk szorossá keskenyedik. Varannónál eléri az Ondava tág völgyét, végül Parnó közelében az Ondavába ömlik.
Nagyobb mellékvize balról a Radomka patak (Girált alatt).

## Települések a folyó mentén
(Zárójelben a szlovák név szerepel.)
| - Livóhuta (Livovská Huta) - Kavicsos (Livov) - Venéce (Venécia) - Lukó (Lukov) - Malcó (Malcov) - Gerla (Gerlachov) - Ruzsolyhuta (Kružlovská Huta) - Tapolytarnó (Tarnov) - Rokitó (Rokytov) - Tapolysárpatak (Mokroluh) - Bártfa (Bardejov) - Bártfaújfalu (Bardejovská nová ves) - Bélavézse (Beloveža) - Felsőkomaróc (Komárov) - Rabóc (Hrabovec) - Tapolylengyel (Poliakovce) - Tölgyed (Dubinné) - Kurima (Kurima) - Tapolynémetfalu (Nemcovce) - Felsőköcsény (Kučín) - Tapolyortovány (Porúbka) - Herhely (Harhaj) - Krucsó (Vyšný Kručov) - Margonya (Marhaň) - Lászó (Lascov) - Nyírjes (Brezov) - Kálnás (Kalnište) | - Long (Lužany pri Topli) - Girált (Giraltovce) - Vaspataka (Železník) - Mikevágása (Mičakovce) - Balázsi (Vlača) - Györgyös (Ďurďoš) - Tapolyhanusfalva (Hanušovce nad Topľou) - Remenye (Remeniny) - Tapolybeszterce (Bystré) - Tapolymogyorós (Skrabské) - Felsőfeketepatak (Čierne nad Topľou) - Tapolyizsép (Vyšný Žipov) - Agyagospatak (Hlinné) - Tapolybánya (Jastrabie nad Topľou) - Sókút (Soľ) - Alsókomaróc (Komárany) - Magyarkrucsó (Nižný Kručov) - Csáklyó (Čaklov) - Varannó (Vranov nad Topľou) - Csemernye (Čemerné) - Kővágás (Kamenná Poruba) - Szacsúr (Sačurov) - Kolcsmező (Dlhé Klčovo) - Szécsmező (Sečovská Polianka) - Kisbosnya (Božčice) - Parnó (Parchovany) |